# 市町村保健センター
市町村保健センター（しちょうそんほけんセンター）とは、地域における母子保健・老人保健の拠点である。

## 法的根拠
地域保健法第4章18条では次のように記されている。
- 市町村は、市町村保健センターを設置することができる。
- 市町村保健センターは、住民に対し、健康相談、保健指導および健康診査その他、地域保健に関する必要な事業を行うことを目的とする施設である。

## 日本における地域保健の概要
地域保健を担うのは市町村、都道府県である。市町村は自ら介護保険を住民に提供し、また市町村保健センターを設置し、市町村保健センターは母子保健や老人保健を担う。都道府県は保健所を設置し、保健所は精神保健、食品衛生、感染症、母子保健・老人保健の一部を担っている。
保健所は行政機関、専門機関という色合いが強い（許認可権や業務停止命令権などの刑事罰もあるような強制処分も行う）のに対して、市町村保健センターはあくまでも健康づくりの場（強制権限は無い）という色合いが強い。市町村保健センターの具体的な業務は市町村が住民のニーズに合わせて設定を行うことができる。逆に保健所の業務は、行政機関という性質上、地域保健法によって定められている。
市町村保健センターの母子保健業務は児童虐待防止に貢献している、という指摘がある。詳しくは児童虐待を参照。

## 市町村保健センターと保健所の対比
市町村保健センター
- 地域における母子保健・老人保健の拠点。あくまでも、市町村レベルでの健康づくりの場である。
- 対人サービスが基本となる。
- 地域における保健・医療・福祉にかかわるさまざまな施設が効果的に機能できるように、各施設との連携の拠点としての機能が求められる。
- 保健師がその中心となっている。
- センター長は医師である必要はない。

保健所
- 設置できるのは、都道府県・東京都区部・保健所政令市である。
- 人口動態統計、栄養改善、医療監視、公共医療事業の向上・改善、精神保健、伝染病の予防を行う。
- 保健所所長は原則として医師であること。